# دوغلاس كوريغان
دوغلاس كوريغان (بالإنجليزية: Douglas Corrigan)‏ هو كاتب سير ذاتية وطيار أمريكي، ولد في 22 يناير 1907 في غالفستون في الولايات المتحدة، وتوفي في 9 ديسمبر 1995 في سانتا آنا في الولايات المتحدة.

## وصلات خارجية
- دوغلاس كوريغان على موقع إن إن دي بي (الإنجليزية)
- دوغلاس كوريغان على موقع ديسكوغز (الإنجليزية)